# كاتوماكسوماب
كاتوماكسوماب هو جسم مضاد وحيد النسيلة مهجن (جرذ/فأر) يستخدم لعلاج الحبن الخبيث. وهي حالة تحدث في عدد من أنواع السرطانات النقيلة.
الدواء ما زال في طور التجارب السريرية في الولايات المتحدة، لكنه حصل على موافقة الاستخدام من وكالة الأدوية الأوروبية في 20 نيسان 2009. طورته فرزنيوس وترايون فارما الألمانيتين. يسوق حالياً تحت اسم تجاري هو ريموفاب (Removab).

## روابط خارجية
- The trifunctional antibody catumaxomab: information for healthcare professionals (موقع المنتج)